# Kommittent
En kommittent är en fysisk eller juridisk person som ger handelsuppdrag åt en kommissionär. Till skillnad från en huvudman i ett fullmaktsförhållande kan en kommittent bara i viss utsträckning bli bunden av de avtal som ingås för hans räkning.
I Sverige regleras kommittentens skyldigheter och rättigheter gentemot kommissionären och tredje man i kommissionslagen. Bland annat ska kommissionären ge kommittenten erforderliga underrättelser, särskilt om avtal som ingåtts för kommittentens räkning samt ge kommittenten redovisning för uppdraget (7 §). Enligt värdepappersmarknadslagen ska kommittenten vid köp, försäljning och byte av finansiella instrument erhålla en avräkningsnota från kommissionären enligt närmare föreskrifter från Finansinspektionen.